# Huayá
Huayá es un centro poblado del distrito de Chacas, ubicado en la provincia de Asunción, en el departamento de Áncash. Se localiza sobre los 3500 m s. n. m. y cuenta con una población aproximada de 400 habitantes dedicada mayormente a labores agrícolas y ganaderas.

## Ecología
Flora
La flora está dominada en gran parte por la especie alóctona eucalipto. Que se localiza en gran porcentaje del territorio por debajo de los 3500 m s. n. m., debido a su intensiva forestación a inicios de los años 1980. Esta especie comparte el hábitat con la vegetación autóctona andina, como el quenual, la quishuar, el molle, el ichu, y un abundante número de plantas aromáticas como el cedrón y la muña, entre otras.
Fauna
La fauna autóctona está compuesta por variadas especies animales que habitan en los diferentes ecosistemas existentes. Entre los mamíferos, destacan la taruca, el venado el oso de anteojos y el zorro en las zonas más espesas de los bosques de puna, y roedores como la vizcacha y la muca en las zonas pedregosas. También hay una gran diversidad de aves: rapaces, como el cóndor, el gavilán y el cernícalo, y nocturnas, como el búho; aves acuáticas, como el pato andino, y paseriformes, como el gorrión común, el jilguero y el ruiseñor. Entre los reptiles, habitan saurios como la lagartija, y ofidios, como la culebra. En cuanto a los anfibios, habitan el sapo y la rana verde.